# 尤今
尤今（1950年—），本名譚幼今，籍贯中国广东台山，生于马来亚怡保，成长并成名于新加坡，是著名女作家，作品以小說、散文和遊記為主。

## 生平
生於英屬馬來亞怡保，八歲遷居新加坡。南洋大學中文系畢業，曾任職於《南洋商報》。1991年获第一届新华文学奖。2009年獲新加坡文化勳章。2014年《心也飞翔》一書獲新加坡文學獎。

## 主要作品
- 词选赏析 （1973， 华文中学教师会）
- 电神和雷魔 ： 泰国民间故事 / The Tale of Lightning and Thunder （1980， 彩艺出版公司）
- 大胡子的春与冬 （1989， 新亚出版社） ISBN 9971803984
- 风筝在云里笑 （1989， 东升出版社， 热带出版社） ISBN 7536013183
- 尘世浮雕 （1990， 成功出版社） ISBN 9813088192
- 含笑的蜻蜓 （1991， 教育出版公司） ISBN 9971002469
- 方格子里的世界 ： 尤今的足迹 （1992， 四川文艺出版社） ISBN 7541109312
- 灯影內的人生 ： 尤今散文选粹 （1992， 四川文艺出版社） ISBN 9787541109164
- 百年苦乐 （1993， 新亚出版社） ISBN 997180767X
- 家在新加坡 ： 尤今散文新作 （1993， 四川文艺出版社） ISBN 7541110620
- 结局 （1993， 吉林人民出版社） ISBN 978-7-206-01902-9
- 活在羊群里的人 （1994， 新亚出版社） ISBN 9971807904
- 长屋生涯原是梦 （1995， 浙江文艺出版社） ISBN 7533908155
- 瑰丽的旋涡 （1995， 教育出版公司） ISBN 9971005514
- 回首叫云飞风起 （1995， 浙江文艺出版社） ISBN 7533908384
- 跌碎的彩虹 （1996， 教育出版公司） ISBN 9971007460
- 华义文圃。 第十期， 学海无涯 （1997， 华义中学中文学会） OCLC 426281524 ISSN 0129-0983
- 荒谷 （1997， 新亚出版社） ISBN 9812252533
- 大地的珠宝 （1998， 新亚出版社） ISBN 978-981-225-346-0
- 黑色的稻米 （1999， 2000， SNP Editions） ISBN 9971010364
- 吹笛子的人 （2001， 重庆出版社） ISBN 753665233X
- 豆花不撒谎 （2005， 玲子传媒） ISBN 9814157562
- 大地的耳朵 （2007， 玲子传媒） ISBN 9789814200585
- 缤纷城事 （2008， 四川人民出版社） ISBN 9787220074981
- 缤纷城事 ： 随尤今的足迹， 听都市的声音 （2008， 玲子传媒） ISBN 9789814243063
- 爱恨交缠的瘀痕 （2010， Pearson Education South Asia Pte Ltd） ISBN 9789810626525
- 爱是一朵花 （2010， 江苏文艺出版社） ISBN 9787539936345
- 寸寸土地皆故事 （2010， 新加坡青年书局） ISBN 9789810864132
- 等待国旗的人 （2010， 新加坡青年书局） ISBN 9789810864125